# Piper J-4
Piper J-4 Cub Coupe — американский лёгкий двухместный самолёт общего назначения, вариант модели Piper J-3. Разработан и производился предприятием Piper Aircraft в 1938—1942 гг. Построен 1252 самолёт.

## Разработка и конструкция самолёта
Piper J-4 был непосредственным развитием самолёта J-3, его основное отличие от предыдущей модели — расположение сидений пилота и пассажира рядом, а не тандемом. Для этой цели фюзеляж был несколько расширен. Были установлены пружинные и масляные амортизаторы шасси, обтекатели шасси, самоориентирующееся хвостовое колесо (в отличие от хвостового костыля на J-3). На первых самолётах устанавливался двигатель Continental A50. Модификация J-4A (выпуск с 1940) оснащалась двигателем A65 и дополнительным баком. Вариант J-4B оснащался двигателем Franklin 4AC-171, производственная серия J-4E -двигателем Continental мощностью 75 л.с. Главный топливный бак и дополнительный бак были перенесены из фюзеляжа в крыло. Последняя производственная серия — J-4F.
Некоторые самолёты оснащались двойным управлением и использовались в летных школах: расположение пилота и курсанта рядом было удобно для обучения пилотированию.

## Лётно-технические характеристики (J-4F)
Длина: 6.86 м
Высота: 2.08 м
Размах крыльев: 11.02 м
Вес (пустой): 336 кг
Вес (максимальный взлётный) 590 кг
Площадь крыльев: 17.00 m2
Силовая установка: 1 x ПД Avco Lycoming O-145-B1, 4-цилиндровый, мощность 48 kW
Максимальная скорость: 161 км/ч
Потолок: 3660 м
Дальность: 547 км